# 婦女界
『婦女界』（ふじょかい）は、かつて存在した日本の雑誌である。1910年（明治43年）3月、同文館が創刊、1913年（大正2年）1月からは婦女界社が編集発行した。1948年（昭和23年）1月に復刊、1952年（昭和27年）にも再復刊している。1917年（大正6年）創刊の『主婦の友』に先行する婦人雑誌であったが、「戦前の四大婦人雑誌」には挙げられなかった。

## 沿革
- 1910年（明治43年） - 3月、同文館が創刊
- 1913年（大正2年） - 1月、婦女界社から編集発行
- 1943年（昭和18年） - 3月、同月発行分を最後に発行を停止する
- 1948年（昭和23年） - 1月に復刊
- 1950年（昭和25年） - 休刊
- 1952年（昭和27年） - 婦女界出版社から再復刊、同年11月休刊[3]

## 略歴・概要

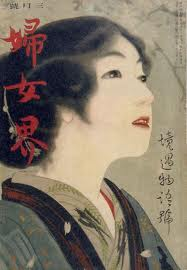
『婦女界 境遇物語号』（婦女界社、1921年10月号）。

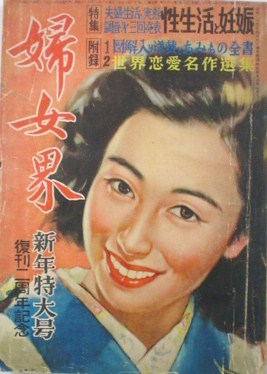
『婦女界 復刊二周年記念新年特大号』（婦女界新社、1950年1月号）。

1910年（明治43年）3月1日、東京市神田区（現在の東京都千代田区神田）の同文館（現在の同文舘出版）が創刊する。「婦女諸姉に対して最も健全且つ多趣味なる読物を提供せん」との意図で創刊された良妻賢母主義の婦人雑誌とされ、創刊号の定価は15銭（当時）、発行部数は5万部、これは先行する『婦人世界』（実業之日本社、1909年創刊）の40万部には足りなかった。版元の同文館は、教育書籍で知られる企業であり、内容は文芸色に富んでいた。この時期の寄稿者は、坪内逍遥、上田万年ら、『婦人之友』（婦人之友社、1908年創刊）の羽仁吉一・羽仁もと子夫妻も同誌の編集に協力している。
1912年（大正元年）、婦人之友社出身の都河龍が同文館から同誌の発行権を譲り受け、婦女界社を設立、1913年（大正2年）1月発行分（第7巻第1号）からは同社からの編集発行に変更する。都河は連載小説に力を入れ、小栗風葉、小山内薫、菊池寛、谷崎潤一郎らの小説を掲載した。1916年（大正5年）1月に『婦人公論』、1917年（大正6年）2月に婦女界社出身の石川武美による『主婦の友』、1920年（大正9年）10月に『婦人倶楽部』が追って創刊され、これらに1905年（明治38年）創刊の『婦人画報』を加えて、「戦前の四大婦人雑誌」と呼ばれるようになり、これに『婦女界』が挙げられていないのは、これら後続に押されて精彩を欠いていったことが原因であった。ほかにも、郡司次郎正『処女刑』（1932年）等が連載された。
第二次世界大戦中の1943年（昭和18年）3月、3月号（第67巻第3号）をもって休刊を余儀なくされる。同大戦終結後の1948年（昭和23年）1月、婦女界社は、創刊から戦時中までの半年に1巻の巻数を1年に1巻に数えなおし、同月発行の1月号を「第36巻第1号」として「復刊」と銘打って、改めて編集発行を再開する。1950年（昭和25年）7月26日に行われた第8回国会大蔵委員会での宮腰喜助議員の指摘によれば、当時の財団法人交通公社（現在の公益財団法人日本交通公社）は、前年に、婦女界社に対して4,000万円にのぼる融資をしていたとのことであり、このころには、同社は「婦女界新社」と改称、第38巻を数える同年には、再度休刊している。このころは、映画化された小糸のぶ『愛の山河』（1950年）等が連載された。
1952年（昭和27年）、主婦の友社および婦女界社出身の西村邦子による婦女界出版社（現在のオクターブ）が「復刊第1巻第1号」として、それまでを通巻せずに編集発行を再開する。同年11月に発行した11月号をもって休刊している。

## おもな連載小説
単発掲載も含む。
- 泉鏡花『伯爵の釵』（1920年）
- 小栗風葉『思ひ妻』（1920年1月 - 1921年12月）、『地上の星』（1922年1月 - 1924年1月）
- 谷崎潤一郎『為介の話』『一と房の髪』（1926年）
- 菊池寛『時の氏神』（1924年7月）、『受難華』（1925年3月 - 1926年2月）
- 久米正雄『天と地と』（1926年）、『女の戦史』（1949年）
- 三上於菟吉『鴛鴦呪文』（1926年）
- 広津和郎『勝者復活』（1926年）
- 川口松太郎『子守唄』（1930年8月）、『銀幕』（1932年1月 - 同年3月）、『母なればこそ』（1932年6月）、『かりそめの初夜』（1949年）
- 郡司次郎正『処女刑』（1932年）
- 湊邦三『霧行燈』（1932年8月 - 同年9月）
- 竹田敏彦『露を厭ふ処女』（1936年4月）
- 吉屋信子『みおつくし』（1948年4月）
- 藤島桓夫『花櫛の歌』（1949年）
- サトウ・ハチロー『青春アラベスク』（1949年）
- 小糸のぶ『結婚解消旅行』（1948年）、『愛の山河』（1950年）